# Productions Jacques Canetti
 (juin 2025).
Il peut être nécessaire de l'améliorer pour respecter le principe de neutralité de point de vue. Veuillez consulter la page de discussion pour plus de détails.

 (juin 2025).
 (juin 2025).
La mise en forme du texte ne suit pas les recommandations de Wikipédia : il faut le « wikifier ».
Les points d'amélioration suivants sont les cas les plus fréquents. Le détail des points à revoir est peut-être précisé sur la page de discussion.
- Les titres sont pré-formatés par le logiciel. Ils ne sont ni en capitales, ni en gras.
- Le texte ne doit pas être écrit en capitales (les noms de famille non plus), ni en gras, ni en italique, ni en « petit »…
- Le gras n'est utilisé que pour surligner le titre de l'article dans l'introduction, une seule fois.
- L'italique est rarement utilisé : mots en langue étrangère, titres d'œuvres, noms de bateaux, etc.
- Les citations ne sont pas en italique mais en corps de texte normal. Elles sont entourées par des guillemets français : « et ».
- Les listes à puces sont à éviter, des paragraphes rédigés étant largement préférés. Les tableaux sont à réserver à la présentation de données structurées (résultats, etc.).
- Les appels de note de bas de page (petits chiffres en exposant, introduits par l'outil «  Source ») sont à placer entre la fin de phrase et le point final[comme ça].
- Les liens internes (vers d'autres articles de Wikipédia) sont à choisir avec parcimonie. Créez des liens vers des articles approfondissant le sujet. Les termes génériques sans rapport avec le sujet sont à éviter, ainsi que les répétitions de liens vers un même terme.
- Les liens externes sont à placer uniquement dans une section « Liens externes », à la fin de l'article. Ces liens sont à choisir avec parcimonie suivant les règles définies. Si un lien sert de source à l'article, son insertion dans le texte est à faire par les notes de bas de page.
- La présentation des références doit suivre les conventions bibliographiques. Il est recommandé d'utiliser les modèles {{Ouvrage}}, {{Chapitre}}, {{Article}}, {{Lien web}} et/ou {{Bibliographie}}. Le mode d'édition visuel peut mettre en forme automatiquement les références.
- Insérer une infobox (cadre d'informations à droite) n'est pas obligatoire pour parachever la mise en page.

Pour une aide détaillée, merci de consulter Aide:Wikification.
Si vous pensez que ces points ont été résolus, vous pouvez retirer ce bandeau et améliorer la mise en forme d'un autre article.
Les Disques Jacques Canetti, fondés en 1962 par le directeur artistique et producteur musical Jacques Canetti et rebaptisés en 1997 en Productions Jacques Canetti, sont un label indépendant de chanson française.

## Le «flaireur de talents»
La nuit aux commandes du Théâtre des Trois Baudets qu’il a créé en 1947, le jour directeur de l’équipe artistique des disques Polydor et ensuite Philips, Jacques Canetti construit en quelques années un important catalogue de chanson française. À travers notamment des premiers enregistrements d’Édith Piaf, Roche et Aznavour, Henri Salvador, Félix Leclerc, Juliette Gréco, Georges Brassens, Jacques Brel, Guy Béart, Catherine Sauvage, Boris Vian, Serge Gainsbourg et Anne Sylvestre, il va exercer pendant un demi-siècle une influence qui lui vaut l’étiquette de « flaireur de talents ».

## Les Disques Jacques Canetti, premier label indépendant de chanson française

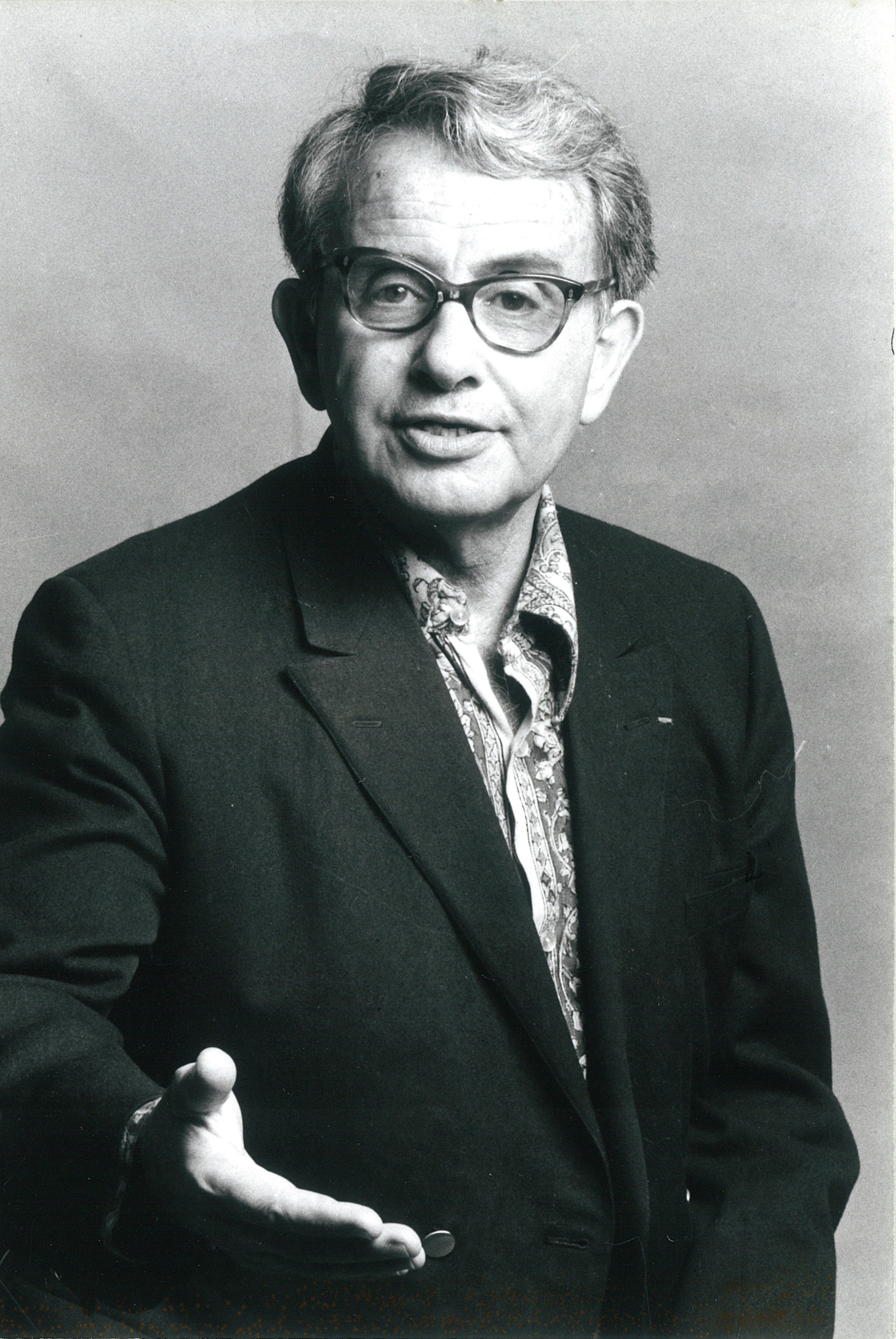
Jacques Canetti.

En août 1962, Jacques Canetti démissionne des disques Philips et se lance dans une aventure pionnière pour l’époque : il fonde le premier label de disques indépendant de chansons françaises — les disques Jacques Canetti — et marque sa volonté de continuer à pratiquer son métier de producteur en artisan, comme il l’a toujours fait.
Il a alors 53 ans. Pour son label, il élabore lui-même sa charte graphique : sur les pochettes de ses disques — imprimées en deux couleurs, noir et rouge sur fond blanc —, il écrit le nom des artistes de sa propre main, d'une écriture reconnaissable entre toutes[réf. nécessaire].
Canetti parie souvent sur les enregistrements en une seule prise, pour que la voix de l’interprète conserve sa fraîcheur et son authenticité, comme il le fait en 1964 avec Simone Signoret qui enregistre chez elle, et sous sa direction, La Voix humaine de Jean Cocteau,[source insuffisante].
En 1964 également, il produit l’album Jeanne Moreau chante Bassiak. La comédienne a séduit en tant que chanteuse avec Le Tourbillon dans le film Jules et Jim.
La même année, Jacques Canetti fonde les éditions Majestic-Jacques Canetti afin de gérer les droits des artistes qu'il enregistre et la commercialisation de leurs œuvres.
En 1965, il convainc Serge Reggiani de faire ses débuts dans la chanson et lui confie des chansons inédites de Boris Vian,.Ce premier album permet à Serge Reggiani de faire ses débuts en tant que chanteur et de préparer un second album  avec des auteurs tels que Jean Loup Dabadie - Le Petit Garçon - dont c'est la première chanson, Albert Vidalie - Les Loups - ou encore Georges Moustaki - Ma Liberté - et encore Le Déserteur… Pour cet album Serge Reggiani a l'idée d'introduire ses chansons avec des extraits de poèmes Jacques Prévert, Baudelaire, Apollinaire, Rimbaud,.. L'album connaît un succès foudroyant et lance définitivement le chanteur. Dès lors, la carrière de Reggiani se joue sur deux tableaux : cinéma et chanson.
En 1965 et 1966, il produit les premiers albums de Jacques Higelin et Brigitte Fontaine. En 1966, ce sera l’anthologie des chansons de Boris Vian, en 1975 celle de Jacques Prévert, en 1985 celle de Jean Cocteau. Il enregistre en 1966 l’album Monique Morelli chante Aragon, en 1973 Cora Vaucaire au Théâtre de la Ville et Catherine Sauvage  chante Léo Ferré en 1979.
Jacques Canetti crée ensuite au sein de son label une collection d’auteurs chantés par des interprètes, connus ou non : Zette chante Prévert (1976), Jean-Marie Hummel chante Raymond Queneau (1991) et Catherine Sauvage revisite Jacques Prévert (1991).
Canetti développe dès 1964 un catalogue enregistré d’œuvres littéraires avec des acteurs de renom tels que Simone Signoret, Michel Simon, Yves Robert, François Périer, Arletty, Claude Pieplu, Daniel Gélin et bien d’autres.
Il crée également un répertoire pour enfants avec des auteurs du XXe siècle, tels que Jacques Prévert, Raymond Queneau, Robert Desnos, Boris Vian et Jean Tardieu. Il réalise enfin l’enregistrement du fameux Abécédaire de Boris Vian sur les musiques de Lucienne Vernay.
Nombreux sont les albums des disques Jacques Canetti qui reçoivent un grand prix du disque de l'Académie Charles-Cros à leur sortie.
 (juin 2025).

## Les Productions Jacques Canetti
Cette section ne s'appuie pas, ou pas assez, sur des sources secondaires ou tertiaires indépendantes du sujet. Le texte peut contenir des analyses inexactes ou inédites de sources primaires.
Pour l'améliorer, ajoutez-en, ou placez des modèles {{Source secondaire souhaitée}} ou {{Source secondaire nécessaire}} sur les passages mal sourcés. (juin 2025)
En 1997, à la suite du décès de Jacques Canetti, sa fille Françoise Canetti reprend la direction du label. En 2004, les Productions Jacques Canetti, alors sous licence chez Universal, rejoignent le label Because Music, fondé par Emmanuel de Buretel, qui en assure depuis lors la distribution. Cette nouvelle collaboration s’accompagne d’un retour à la charte graphique originelle du label.
Le coffret Jacques Canetti – Mes 50 ans de chansons est publié fin 2008, ainsi qu’un livre portant le même titre édité chez Flammarion.
En 2012, le label fête ses 50 ans avec une série de rééditions d’albums.
À partir de 2011, plusieurs vinyles historiques sont réédités, dont ceux de Simone Signoret (La Voix humaine), Brigitte Fontaine (13 chansons décadentes…), Jeanne Moreau, Serge Reggiani et Jacques Higelin. En 2014, la distribution du catalogue s’étend au Canada.
La même année paraît Les Introuvables 3, un coffret publié pour les 60 ans de la Fnac, comprenant un disque inédit de Pierre Arditi lisant Histoire d’une jeunesse d’Elias Canetti.
En 2016, un coffret hommage à Jacques Prévert, Ces chansons qui nous ressemblent, est publié à l’occasion du 40e anniversaire de sa disparition. Il rassemble des interprétations de Prévert par des artistes variés, de Yves Montand à Iggy Pop. L’année suivante, le projet est décliné en double vinyle, et un album de Jeanne Moreau regroupant ses enregistrements de chansons de Serge Rezvani est également publié.
En 2018, une collaboration avec le groupe Debout sur le Zinc donne lieu à la parution de Vian par Debout sur le Zinc en formats CD et vinyle accompagné par une tournée en France.
En 2019, le label publie un coffret collector (6 vinyles + 4 CD) Boris Vian – 100 chansons, en édition numérotée (2 000 exemplaires), regroupant des titres produits ou supervisés par Jacques Canetti entre 1954 et 1981.
En 2020, malgré l’arrêt de la tournée de Vian par Debout sur le Zinc, en raison de la pandémie de Covid-19, le label produit un coffret 4 CD Boris Vian – 100 ans, 100 chansons, avec de nombreuses reprises par des interprètes français et internationaux.
Des enregistrements inédits de Pierre Dac et Francis Blanche réalisés aux Trois Baudets en 1952 sont retrouvés dans les archives de Jacques Canetti. Un CD leur est également consacré Pierre Dac et Francis Blanche Leurs sketches Inoxydables.
En 2021, un coffret de quatre CD intitulé Georges Brassens – Elle est à toi cette chanson est publié à l’occasion du centenaire de sa naissance. Il inclut des inédits, interviews, et lectures de textes par Pierre Arditi. Un double vinyle est également publié.
Entre 2022 Françoise Canetti retrouve l'auteur Serge Rezvani (alias Cyrus Bassiak) qui avait écrit et composé toutes les chansons que Jeanne Moreau avait enregistrées avec son père Jacques Canetti en 1963 et 1967 : Le Tourbillon, J'ai la mémoire qui flanche, Jamais je ne t'ai dit que je t'aimerais toujours...Les chansons inédites de Serge Rezvani, font l'objet du disque Chansons pour Lula  où Dominique A, Philippe Katerine, Cali, Vincent Dedienne, Léopoldine HH interprètent des chansons de Rezvani, souvent en duo avec lui. Ces chansons paraissent en CD et en vinyle. L'album numérique Léopoldine HH chante Serge Rezvani paraît également ainsi qu'ne collection numérique des œuvres de Rezvani, en association avec Actes Sud. Les chansons de Serge Rezvani font l'objet du spectacle Joyeux retour en Avignon produit par Blandine Masson à France Culture dans le cadre du Festival d'Avignon ainsi que la parution du livre Chansons Silencieuses chez Philippe Reyqui regroupe tous les textes des chansons de Rezvani.

Fin 2024, le coffret Le Tourbillon de mes chansons est publié : il rassemble 70 chansons écrites par Rezvani entre 1963 et 2024, interprétées par ses interprètes historiques et nouveaux ainsi que plusieurs nouveaux enregistrement dont Ca s'est passé à Montparnasse, un duo Natalie Akoun/Serge Rezvani

## Discographie partielle

### Albums(liste non exhaustive)
- Charles Aznavour - Jezebel
- Georges Brassens - J'ai rendez-vous avec vous
- Georges Brassens - Elle est à toi cette chanson
- Georges Brassens - Ses grands interprètes
- Jacques Brel - Quand on n'a que l'amour
- Jacques Canetti - Mes 50 ans de chansons (Coffret CD/DVD)
- Jacques Canetti - Les Années Canetti
- Jean Cocteau - En chansons
- Léo Ferré - L'homme
- Brigitte Fontaine - 13 chansons décadentes et fantasmagoriques/Dévaste-moi
- Les frères Jacques - En sortant de l'école
- Juliette Gréco - Si tu t'imagines
- Jacques Higelin - chante Vian et Higelin
- Jacques Higelin & Brigitte Fontaine - Chansons d'avant le déluge
- Les Introuvables - Vol. 1 et Vol. 2 (Coffrets de 4 CD)
- Les Introuvables - Vol 3 (Coffret de 4 CD)
- Félix Leclerc - Le p'tit bonheur
- Francis Lemarque - À paris
- Judith Magre - Chante Esther Prestia
- Mouloudji - Un jour tu verras
- Jeanne Moreau - chante Bassiak (Grand prix de l'Académie nationale du disque)
- Jeanne Moreau - 12 chansons de Cyrus Bassiak
- Jeanne Moreau - Angora rose
- Jeanne Moreau - Chante Norge
- Jeanne Moreau - Succès et confidences
- Jeanne Moreau - Le tourbillon de mes chansons
- Monique Morelli - Chante Louis Aragon
- Magali Noël - Chante Boris Vian
- Yves Montand - Grands boulevards
- Édith Piaf - La vie en rose
- Jacques Prévert - Inventaire
- Jacques Prévert - Ces chansons qui nous ressemblent
- Jacques Prévert - Chansons et poèmes
- Serge Reggiani - Chante Boris Vian (Grand prix de l'Académie Charles-Cros)
- Serge Reggiani - 12 Succès originaux
- Serge Reggiani - Ses chansons, côté scène, côté cœur (Coffret CD/DVD)
- Serge Reggiani -...Intime (Coffret CD/DVD)
- Serge Reggiani - Sur scène
- Serge Reggiani -...Toujours
- Catherine Sauvage - Chante Léo Ferré
- Charles Trenet - Y'a d'la joie
- Cora Vaucaire - Chante les grands auteurs
- Pierre Arditi - Histoire d'une jeunesse
- Debout sur le zinc - Vian par Debout sur le zinc
- Léopoldine HH - chante Serge Rezvani
- Pierre Dac et Francis Blanche - Leurs sketches inoxydables
- Boris Vian - 100 chansons
- Serge Rezvani - Chansons pour Lula
- Serge Rezvani - Le tourbillon de mes chansons

### Textes lus
- Simone de Beauvoir lue par Evelyne Bouix - La femme rompue
- Francis Blanche et Pierre Dac - Le parti d'en rire
- Francis Blanche et Pierre Dac - 39°5 et sans issue
- Francis Blanche et Pierre Dac - Faites chauffer la colle
- Sarah Boréo - Kama sutra
- Romain Bouteille - Les grands tubes de la peinture
- Georges Brassens - Entretien avec Philippe Nemo
- Bertolt Brecht/Kurt Weil - L'opéra de Quat'sous
- Aristide Bruant lu par Mouloudji - Paris 1900
- Pierre Daninos - Les carnets de Major Thompson
- Paul Éluard lu par Sarah Boréo, Véronique Estel, Claude Vinci - Liberté
- William et Daniel Mesguich - L'entretien de M. Descartes avec M. Pascal Le Jeune
- Vanina Michel - Alice au pays des merveilles
- Claude Pieplu et Evelyne Levasseur - Zazie dans le métro
- Simone Signoret - La Voix humaine de Jean Cocteau
- Georges Simenon lu par Claude Pieplu et Vanina Michel - Trois chambres à Manhattan
- Georges Simenon lu par Mouloudji et Vanina Michel - La première enquête de Maigret
- Georges Simenon lu par Mouloudji et Fabienne Nourbat - Maigret et le Clochard
- Georges Simenon lu par Marc Moro - Mon ami Maigret
- Georges Simenon lu par Marc Moro - Maigret à New York
- Michel Simon - Kafka et Courteline
- Jacques Prévert lu par de grands interprètes - Poèmes
- Jacques Prévert lu par Jacques Prévert et Arletty - Intempéries et poèmes
- Jacques Prévert lu par Michel Boy - La crosse en l'air
- Boris Vian - La bande a Bonnot

### Aux Éditions Majestic-Jacques Canetti
- 83 chansons et poèmes (partitions pour piano, chant et guitare), Boris Vian, 304 pages, 2009, éditions Majestic-Jacques Canetti.
- Abécédaire en 26 chansonnettes, Boris Vian et Lucienne Vernay, musique par Debout sur le Zinc, 39 pages, 2013, éditions Majestic-Jacques Canetti.